# Festival Grec
Il Festival Grec è un festival internazionale di teatro, danza, musica e circo che si svolge a Barcellona.
Il festival prende il nome dalla sua sede principale: il Teatre Grec, un teatro all'aperto costruito sul Montjuïc nel 1929 dall'architetto catalano Ramon Reventós in occasione dell'Expo 1929. Nel 1976 il teatro era caduto in uno stato semi-abbandono ma, grazie al successo di pubblico del primo festival, è stato recuperato. Inizialmente il Teatre Grec era l'unico luogo utilizzato per le produzioni del festival, ma oggi si svolge in diversi luoghi della città di Barcellona.
Il festival persegue una duplice missione: mettere in scena le opere più interessanti di artisti e compagnie catalane e presentare altri produzioni rilevanti spagnole ed internazionali.
Il festival nel corso del tempo è diventato un importante appuntamento della stagione estiva di Barcellona e ha visto la partecipazione di artisti internazionali.